# Сурошников, Михаил Матвеевич
Михаил Матвеевич Сурошников (21 августа 1915, с. Новоалександровка, Саратовская губерния — 24 мая 1997, Минск) — командир батареи 57-миллиметровых пушек 3-го мотострелкового батальона 6-й гвардейской механизированной бригады, (2-го гвардейского механизированного корпуса, 2-го Украинского фронта), участник Великой Отечественной войны, Герой Советского Союза.

## Биография
Родился 8 августа 1915 года в селе Новоалександровка (ныне — Самойловского района Саратовской области).
Был призван в Красную Армию в 1937—1940 годах и в 1941 году. Участник Великой Отечественной войны на Северо-Западном фронте. Был дважды ранен (18.2.1942, 9.12.1944).
В декабре 1944 года советские войска форсировали Дунай. Батарея Сурошникова вместе с остальными подразделениями расположилась на захваченном плацдарме на западном берегу реки Дунай. Дальнейшее продвижение блокировали войска противника. 9 декабря 1944 года немецкие войска перешли в наступление. Перегруппировка советских войск создала положение, когда против врага на данном участке осталась только батарея Сурошникова. Батарее удалось отбить несколько атак противника и продержаться до подхода основных сил. Благодаря действиям Сурошникова советские войска не отступили на данном направлении.
Указом Президиума Верховного Совета СССР от 28 апреля 1945 года «за мужество и героизм, проявленные в боях», присвоено звание Героя Советского Союза с вручением ордена Ленина и медали «Золотая Звезда».
Жил в Минске. Умер 24 мая 1997 года.

## Награды
- Звание Героя Советского Союза (28.4.1945)[1]:
  - медаль «Золотая Звезда»,
  - орден Ленина;
- Отечественной войны 1-й степени (11.3.1985)[2];
- орден Красной Звезды.